# Monster Truck Madness
Monster Truck Madness é um jogo de corrida desenvolvido pela Terminal Reality e publicado pela Microsoft. Foi lançado na América do Norte em 9 de setembro de 1996. O jogo conta com doze monster trucks e desafia o jogador a derrotar oponentes controlados pelo computador. Pontos de controle, vários atalhos ocultos e objetos interativos aparecem frequentemente nas pistas. Na garagem, o jogador modifica o caminhão para se adaptar às superfícies do terreno. O modo multijogador online é acessado por meio de um modem, uma rede local (LAN) ou TCP/IP.
A Terminal Reality projetou Monster Truck Madness para simular com precisão eventos de monster truck e replicar os veículos off-road do título. A desenvolvedora contratou o locutor Armey Armstrong para fazer comentários esportivos. Monster Truck Madness recebeu um grande número de seguidores, e publicações de jogos eletrônicos geralmente elogiaram sua jogabilidade, gráficos e física. É o primeiro jogo da série Madness de jogos de corrida da Microsoft, que incluía Motocross Madness e Midtown Madness. Monster Truck Madness foi seguido por uma sequência, Monster Truck Madness 2. A Terminal Reality desenvolveu outro jogo de corrida de caminhões off-road, 4x4 Evo.

## Ligações Externas
- Monster Truck Madness no MobyGames
- Monster Truck Madness. no IMDb.